# Full Català
Full Català fue un periódico en catalán publicado de octubre de 1941 a diciembre de 1942 en Ciudad de México por la Comunidad Catalana de México. Estaba sostenido económicamente por el empresario Joan Linares i Delhom. Su línea era nacionalista y publicaba textos de carácter político y literario.
Entre los colaboradores habituales cabe destacar Josep Maria Miquel, Joaquín Ramón Xirau, Lluís Ferran de Pol, Joan Roura-Parella, Joan Lluhí, Josep Carner, Joan Ventura, Pere Calders, Josep Pijoan, Pere Bosch i Gimpera, Agustí Bartra, Raimon Galí, Jaume Serra Hunter, Jaume Aiguader, el coronel Enric Pérez i Farràs y Abelard Tona, entre otros. Muchos de ellos continuarían en la redacción de Quaderns de l'exili, de la que se considera a menudo antecesora.